# Pomonte (Scansano)
Pomonte is een plaats (frazione) in de Italiaanse gemeente Scansano.